# IC 1810
IC 1810 est une vaste galaxie spirale barrée située dans la constellation de l'Éridan. Sa vitesse par rapport au fond diffus cosmologique est de (5284 ± 28) km/s, ce qui correspond à une distance de Hubble de 77,9 ± 5,5 Mpc (∼254 millions d'al). IC 1810 a été découverte par l'astronome américain DeLisle Stewart en 1901. 

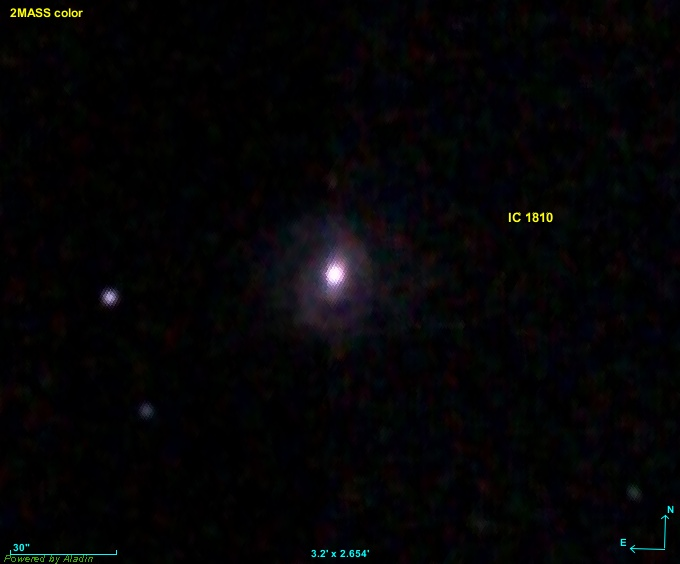
La photo dans le domaine de l'infrarouge de l'étude 2MASS montre la présence possible d'une barre dans la galaxie IC 1810.

La classe de luminosité d'IC 1810 est I-II

## Groupe d'ESO 246-21
IC 1810 fait partie d'un groupe de galaxies d'au moins 8 membres, le groupe d'ESO 246-21. Les autres du groupe sont IC 1812, NGC 939, NGC 954, ESO 246-15, ESO 246-16 et ESO 246-22.

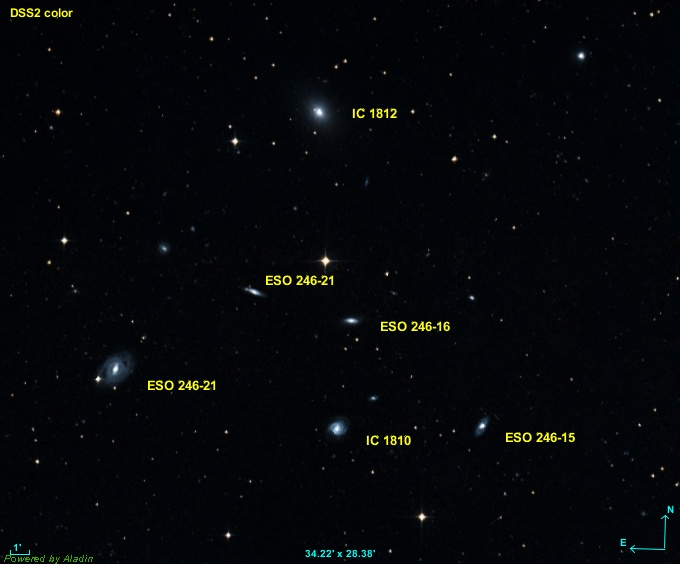
Six galaxies du groupe d'ESO 246-21.